# Cinquè postulat d'Euclides

Cinquè postulat d'Euclides: Les rectes, en perllongar-se s'intersequen.

El postulat de les paral·leles o cinquè postulat d'Euclides en geometria, apareix al llibre d'aquest matemàtic grec, Els Elements (300 aC)
La geometria euclidiana és l'estudi de la geometria que satisfà tots els axiomes d'Euclides, incloent el cinquè postulat La geometria que és independent del V postulat (és a dir, que assumeix els altres quatre primers) és coneguda com la geometria absoluta.

## Enunciat
| V postulat d' Euclides Es postula... i que si una recta al incidir sobre dues rectes fa els angles interns del mateix costat menors que dos angles rectes, les dues rectes perllongades indefinidament es trobaran al costat en el qual estan els [[angle]]s menors que dos rectes. Euclides |

### Formulacions equivalents al V postulat
1. La suma de [les mesures dels] angles de qualsevol triangle és igual a [la suma de les mesures de] dos angles rectes. 
Elements, I, 32. (Proposició ja coneguda en temps d'Aristòtil, segle iv aC)
2. Les rectes paral·leles són equidistants (atribuït a Posidoni, segles I-II aC)
3. Per un punt exterior a una recta donada només és possible traçar una paral·lela. Aquesta formulació és la més coneguda i es deu al matemàtic grec Procle. Es coneix també com el «postulat de les paral·leles» (o axioma de Playfair[1]).
4. Dues rectes paral·leles guarden entre elles una distància finita.
5. Les rectes no equidistants convergeixen en una direcció i divergeixen en l'oposada (Thābit ibn Qurra, cap a. 826-901).
6. Tots els punts equidistants d'una línia recta, situats a un costat determinat d'aquesta, constitueixen una línia recta (Clavi, 1574).
7. Sobre una recta finita sempre es pot construir un triangle similar a un triangle donat (Wallis, 1663).
8. Existeix un parell de triangles no congruents, però similars (Saccheri, 1733).
9. En tot quadrilàter que contingui tres angles rectes, l'angle quart també és recte. (Clairaut, 1741).
10. Es pot construir un triangle l'àrea del qual sigui major que qualsevol àrea donada (Gauss, 1799).
11. Donats tres punts no alineats, sempre serà possible construir un cercle que passi per tots ells (Legendre, 1824).
12. No hi ha patró mètric absolut de longitud (Gauss, 1816).

## La independència del V postulat i les geometries no euclídees
Uns 22 segles després que Euclides escrigués els Elements, finalment es va arribar a la conclusió: el V postulat és independent dels altres quatre. La prova de la independència del V postulat porta implícita la possibilitat que existeixin geometries consistents en les quals no es compleix aquest postulat.
Al segle xix es dona conclusió al problema de la independència del V postulat. Ho fan de manera independent Bolyai i Lobatxevsky, encara que Gauss ja havia resolt el problema anteriorment (però no havia publicat els seus resultats). També amb anterioritat ho havia fet un matemàtic aficionat: Franz Taurinus, seguint els treballs de dos matemàtics del segle xviii, Girolamo Saccheri i Johann Heinrich Lambert.

### El V postulat i la investigació geomètrica actual
En l'actualitat, la Geometria utilitza mètodes diferents al sintètic (establir una sèrie d'axiomes i deduir-ne les propietats geomètriques de l'objecte a estudiar), que han estat substituïts per mètodes topològics, analítics i algebraics. La qüestió sobre el V postulat va quedar aparcada a un problema històric, que va contribuir en gran manera al desenvolupament de la Geometria i actualment es tracta com un tema introductori dins l'estudi de la geometria.